# الجري على الإطار

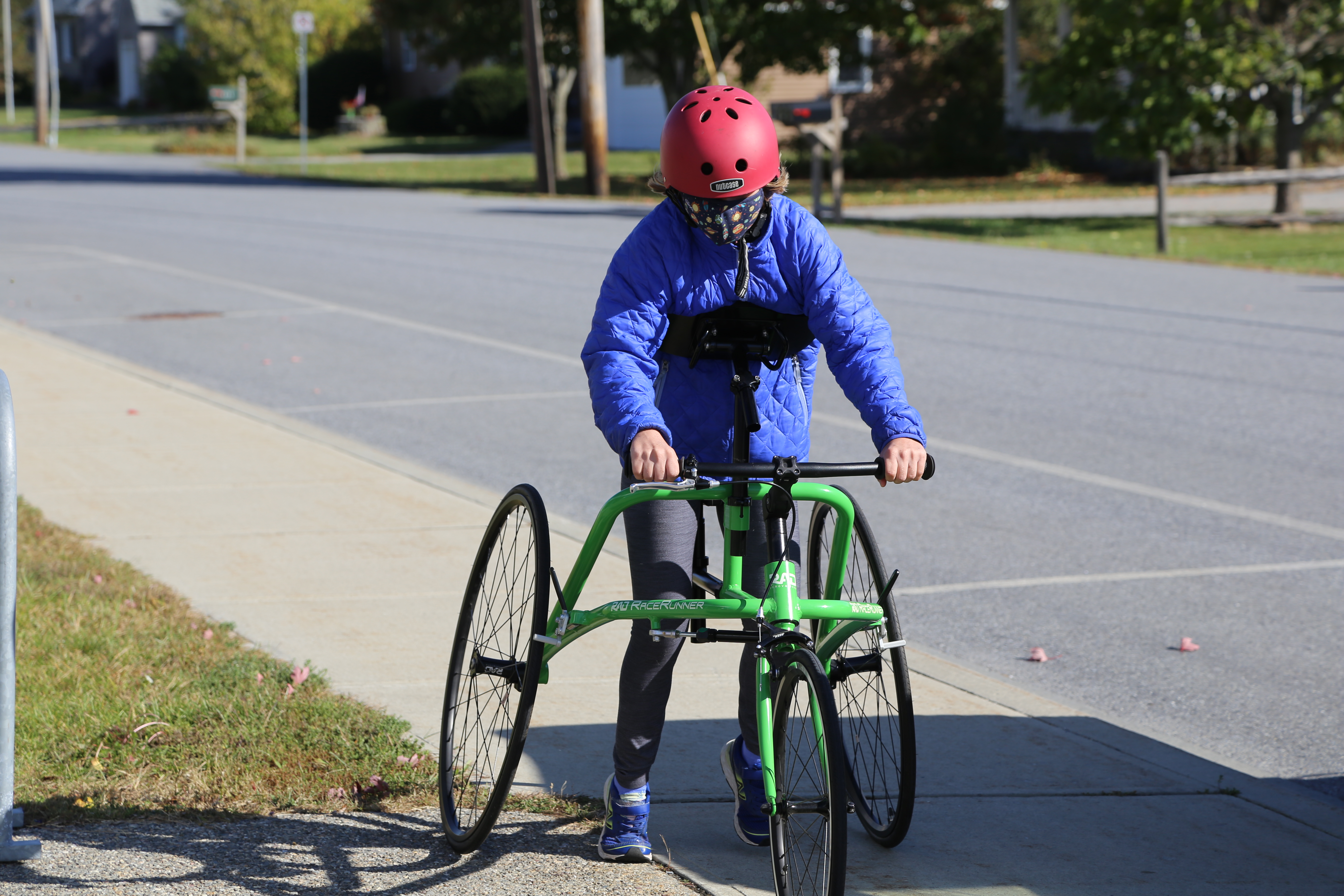
فتاة تمشي بإطار.

الجري الإطاري، الذي كان يُعرف سابقًا باسم RaceRunning، هو نوع من الرياضة التكيفية، صُمم أساسًا للأشخاص الذين يعانون من ضعف شديد في التنسيق والتوازن، مثل المصابين بالشلل الدماغي. يستخدم الرياضيون في هذه الرياضة إطارًا خاصًا للجري بثلاث عجلات، مزودًا بسرج ودعامات للجسم، والأهم من ذلك كله أنه لا يحتوي على دواسات.
يخوض الرياضيون سباقات بمسافات مشابهة لتلك المعتمدة في تخصصات الجري الأخرى على المضمار والطرق، مثل: 100 متر، 200 متر، 400 متر، 800 متر، بالإضافة إلى 5 كيلومترات، 10 كيلومترات، نصف الماراثون، والماراثون الكامل. وكما هو الحال في الجري التقليدي، يمكن أن يكون الجري الإطاري نشاطًا تنافسيًا، أو ترفيهيًا، أو بهدف تحسين الصحة واللياقة البدنية.
أُنشئت رياضة الجري بالإطار في الدنمارك سنة 1991 على يد البارالمبية كوني هانسن والرياضي السابق منصور صديقي، الذي كان يدفع نفسه قدمًا باستخدام الكرسي المتحرك. منصور صديقي يشغل حاليًا منصب منسق الجري الإطاري الدولي.
وقد تطورت هذه الرياضة لاحقًا بالشراكة مع جمعية الرياضة والترفيه الدولية للمصابين بالشلل الدماغي.
في سنة 1997، أُقيم معسكر تطوير وأقيمت أول بطولة للجري بالإطار في كوبنهاغن، الدنمارك. ومنذ ذلك الحين أصبح الحدث سنويًا. أُقيمت النسخة الخامسة والعشرون من المعسكر والكأس في سنة 2022، بمشاركة رياضيين من 14 دولة مختلفة.
دخل الجري الإطاري المنافسات الرسمية لأول مرة ضمن دورة الألعاب العالمية الخاصة بجمعية CPISRA منذ سنة 2005، ثم في الألعاب العالمية التابعة للاتحاد الدولي لرياضة الأشخاص ذوي الإعاقة IWAS منذ سنة 2011.
وفي سنة 2017، أُعلن رسميًا عن اعتماد الجري الإطاري كأحد تخصصات ألعاب القوى البارالمبية العالمية، إلى جانب الجري باستخدام المشاية وسباقات الكراسي المتحركة.
كما شُهدت سباقات الجري الإطاري لمسافة 100 متر في بطولة أوروبا لألعاب القوى لذوي الاحتياجات الخاصة خلال سنتي 2018 و2021، وكذلك في بطولة العالم لألعاب القوى لذوي الاحتياجات الخاصة سنة 2019.
رغم اقتراح إدراج الجري الإطاري ضمن برنامج دورة الألعاب البارالمبية الصيفية لعام 2024، إلا أن الطلب لم يُقبل. ومع ذلك، أُدرجت هذه الرياضة ضمن برنامج بطولة العالم لألعاب القوى لذوي الاحتياجات الخاصة لعام 2023.
توجد أندية للجري الإطاري في العديد من دول العالم، من بينها الولايات المتحدة، أستراليا، البرتغال، الدنمارك، هولندا، المملكة المتحدة، بولندا، ليتوانيا، وغيرها.